# Ставро Йоан Българин
Ставро Йоан Българин (на гръцки: Σταύρος Ιωάννου Βούλγαρης) е гръцки революционер от български произход, герой от Гръцката война за независимост.

## Биография
Роден е в Охрид в 1795 година. При избухването на Гръцкото въстание в 1821 година заминава за Гърция и участва в революцията. Сражава се под командването на Никитас Стамателопулос при Стилида, Агия Марина и в Ипати. След това под командването на войводата Одисеас Андруцос при Дади срещу Джеладин бег. След това участва в при Дервенаки под началството на Стамателопулос, Панос Д. Колокотронис, Кефалас и Генео Т. Колокотронис в Триполица. В сраженията с Махмуд Драмали паша е ранен в корема. При Неокастро участва в боевете заедно с Хаджи Христо Българин, както и в Каристос под командването на полковник Фабвие и в Хайдари със Стефос срещу Мехмед Кютахи паша. След въстанието остава в Гърция и изпада в бедност. На 1 юни 1865 година пише молба за подкрепа, която подписва „Молба от македонеца Ставро Йоан Българин, родом от Охрид, България, сета живеещ в град Тива, глава на семейство, стар борец на седемдесетгодишна възраст, стотник по време на Изпълнителното тяло“.